# Svenska Reläfabriken
Svenska Reläfabriken AB var en tillverkare av elektronisk utrustning i Stockholm. Företaget började med tillverkning av reläer men kom senare att även utveckla datorer som en del av Axel Wenner-Grens företagssfär. Företaget hade tillverkning på Elektravägen 39 i Stockholm och i Ingelsta industriområde i Norrköping.
1957 överlät Wenner-Grens holdingbolag Fulcrum genom Birger Strid, en av Wenner-Grens förtrogna, Svenska Reläfabriken tillsammans med Eksjöverken till Bo Nyman som skapade ABN-bolagen. Fabriken i Norrköping köptes av Ericsson.